# Агнєшка Галас
Агнєшка Анна Галас (пол. Agnieszka Anna Hałas, 31 грудня 1980, Люблін) — польська письменниця-фантастка, автор фентезі та перекладач, яка за фахом є молекулярним біологом. Лауреат Меморіальної премії імені Януша Зайделя за 2020 рік.

## Біографія
Агнєшка Галас народилась в Любліні. Навчалась на біологічному факультеті Університету Марії Кюрі-Склодовської, у 2004 році вона отримала диплом магістра з біотехнології. з 2006 році навчалась у Німеччині, закінчила докторантуру в 2010 році.
З 1996 року Агнєшка Галас є членом люблінського клубу фантастики «Сіріус». Перше оповідання «Білі долоні» (пол. Białe dłonie) опублікувала в журналі «Fenix» у 1998 році. У 2004 році письменниця опублікувала свою першу збірку оповідань «Між безоднею і морем» (пол. Między otchłanią a morzem), а в 2010 році опублікувала свою другу збірку оповідань «На стороні мороку» (пол. Po stronie mroku). У 2011 році Галас розпочала свій найвідоміший цикл творів у жанрі фентезі «Театр змій», опублікувавши перший роман циклу «Дві карти» (пол. Dwie karty). У 2013 році вийшов друком другий роман циклу «Посеред тіні» (пол. Pośród cieni). Цього ж року вийшов друком і третій роман циклу «У силі вихору» (пол. W mocy wichru). У 2019 році вийшов друком четвертий роман циклу «Спів пригноблених» (пол. Śpiew potępionych). У 2020 році вийшов друком п'ятий роман циклу «Чернь не забуває» (пол. Czerń nie zapomina), за який письменниця отримала премію імені Януша Зайделя за 2020 рік.
Окрім прози, Агнєшка Галас займається перекладами фантастичних творів з англійської мови, а також видала дві збірки віршованих творів. Є учасницею літературної групи «Harda Horda».

### Романи
- Ольга і гостряки (пол. Olga i osty, 2016)

### Цикл «Театр змій»
- Дві карти (пол. Dwie karty, 2011)
- Посеред тіні (пол. Pośród cieni, 2013)
- У силі вихору (пол. W mocy wichru, 2013)
- Спів пригноблених (пол. Śpiew potępionych, 2019)
- Чернь не забуває (пол. Czerń nie zapomina, 2020)

### Збірки оповідань
- Між безоднею і морем (пол. Między otchłanią a morzem, 2004)
- На стороні мороку (пол. Po stronie mroku, 2010)